# Lost Themes
Lost Themes è il primo album in studio del regista e musicista statunitense John Carpenter, pubblicato nel 2015.

## Tracce
Musiche di John Carpenter, Cody Carpenter e Daniel Davies.
1. Vortex – 4:44
2. Obsidian – 8:24
3. Fallen – 4:44
4. Domain – 6:33
5. Mystery – 4:35
6. Abyss – 6:06
7. Wraith – 4:30
8. Purgatory – 4:38
9. Night – 3:38

Bonus track Edizione digitale
1. Night (Zola Jesus and Dean Hurley remix) – 3:39
2. Wraith (ohGr remix) – 3:51
3. Vortex (Silent Servant remix) – 5:10
4. Fallen (Blanck Mass remix) – 6:29
5. Abyss (J. G. Thirlwell remix) – 5:29
6. Fallen (Bill Kouligas remix) – 6:14